# Дрексел (Північна Кароліна)
Дрексел (англ. Drexel) — місто (англ. town) в США, в окрузі Берк штату Північна Кароліна. Населення — 1760 осіб (2020).

## Географія
Дрексел розташований за координатами 35°45′24″ пн. ш. 81°36′31″ зх. д. / 35.75667° пн. ш. 81.60861° зх. д. (35.756664, -81.608589).  За даними Бюро перепису населення США в 2010 році місто мало площу 3,53 км², уся площа — суходіл.

## Демографія
Згідно з переписом 2010 року, у місті мешкало 1858 осіб у 754 домогосподарствах у складі 481 родини. Густота населення становила 526 осіб/км².  Було 833 помешкання (236/км²).
Расовий склад населення:
| - 86,8 % — білих - 4,4 % — азіатів - 3,3 % — чорних або афроамериканців - 0,6 % — корінних американців - 0,2 % — вихідців з тихоокеанських островів - 3,6 % — осіб інших рас |

До двох чи більше рас належало 1,1 %. Частка іспаномовних становила 4,9 % від усіх жителів.
За віковим діапазоном населення розподілялося таким чином: 20,9 % — особи молодші 18 років, 57,7 % — особи у віці 18—64 років, 21,4 % — особи у віці 65 років та старші. Медіана віку мешканця становила 43,6 року. На 100 осіб жіночої статі у місті припадало 86,5 чоловіків;  на 100 жінок у віці від 18 років та старших — 80,2 чоловіків також старших 18 років.
Середній дохід на одне домашнє господарство  становив 41 562 долари США (медіана — 32 933), а середній дохід на одну сім'ю — 49 770 доларів (медіана — 45 139). Медіана доходів становила 27 222 долари для чоловіків та 34 050 доларів для жінок. За межею бідності перебувало 23,1 % осіб, у тому числі 29,8 % дітей у віці до 18 років та 17,2 % осіб у віці 65 років та старших.
Цивільне працевлаштоване населення становило 707 осіб. Основні галузі зайнятості: освіта, охорона здоров'я та соціальна допомога — 34,9 %, виробництво — 20,9 %, мистецтво, розваги та відпочинок — 11,0 %, роздрібна торгівля — 9,6 %.